# Cape St. Mary's
Cape St. Mary's is een kaap aan de zuidkust van het Canadese eiland Newfoundland. De kaap is het zuidwestelijkste punt van het grote schiereiland Avalon en ligt op de overgang van de Placentia Bay in de open wateren van de Saint Lawrencebaai. De kaap bestaat uit enorme kliffen en torent ruim 105 m boven de branding uit. Hij huisvest sinds 1860 een vuurtoren.
De omgeving van de kaap is bekend vanwege de aanwezigheid van een enorme broedkolonie die vele zeevogelsoorten aantrekt, waaronder tienduizenden jan-van-genten. De ruime omgeving van de kaap is dan ook beschermd door het Ecologisch Reservaat Cape St. Mary's.
Een groot deel van het kustgebied van zuidwestelijk Avalon staat voorts bekend als de Cape Shore, een verwijzing naar Cape St. Mary's.

## Galerij

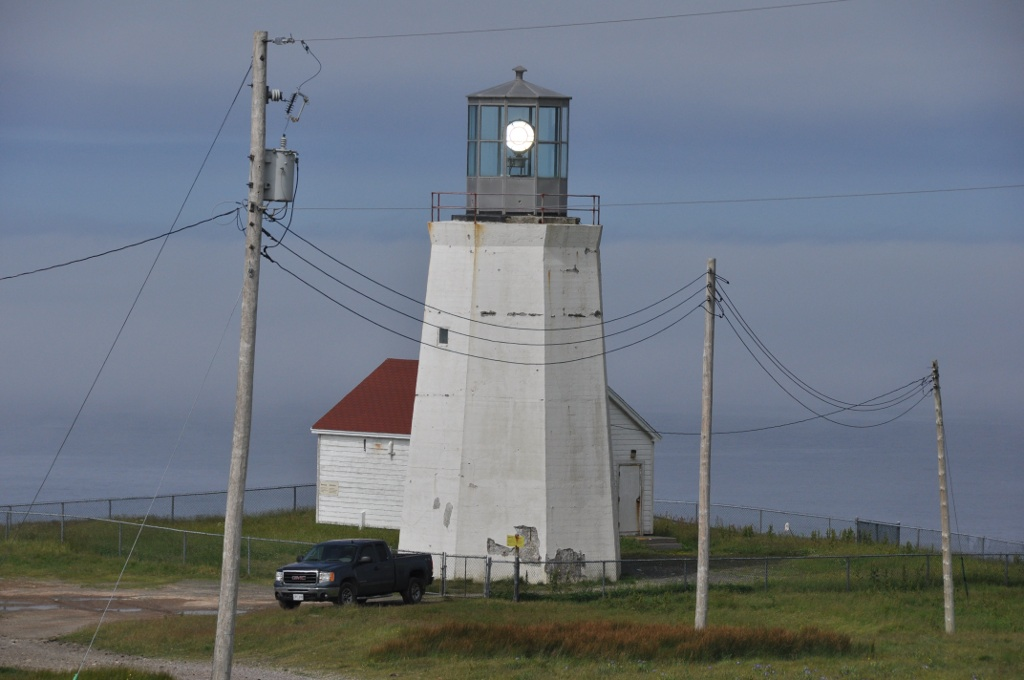
De vuurtoren van Cape St. Mary's
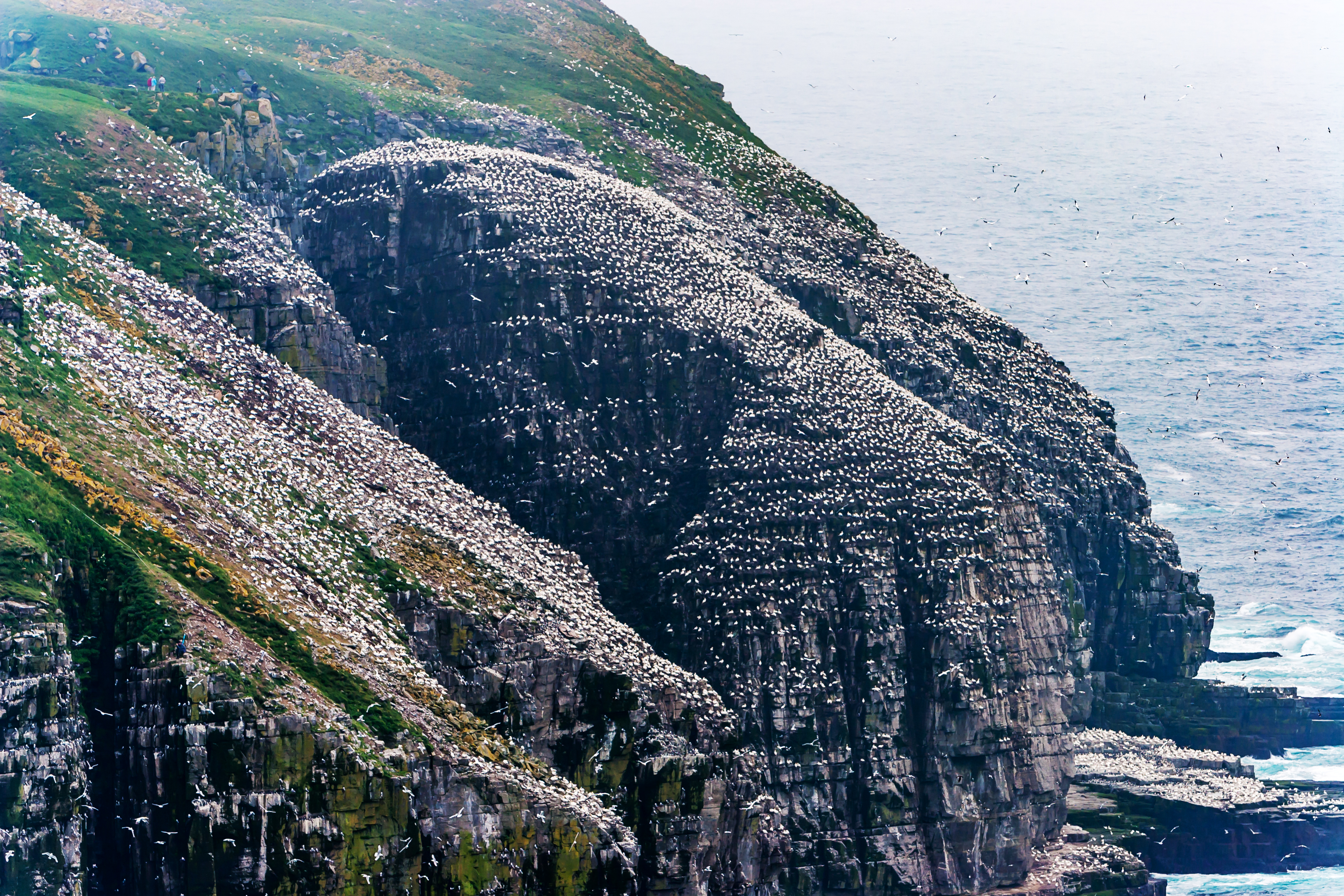
Tienduizenden vogels kleuren de bij de kaap gelegen Bird Rock wit.